# Turin (Iowa)
Turin es una ciudad ubicada en el condado de Monona en el estado estadounidense de Iowa. En el Censo de 2010 tenía una población de 68 habitantes y una densidad poblacional de 295 personas por km².

## Geografía
Turin se encuentra ubicada en las coordenadas 42°1′15″N 95°57′58″O / 42.02083, -95.96611. Según la Oficina del Censo de los Estados Unidos, Turin tiene una superficie total de 0.23 km², de la cual 0.23 km² corresponden a tierra firme y (0%) 0 km² es agua.

## Demografía
Según el censo de 2010, había 68 personas residiendo en Turin. La densidad de población era de 295 hab./km². De los 68 habitantes, Turin estaba compuesto por el 97.06% blancos, el 2.94% eran afroamericanos, el 0% eran amerindios, el 0% eran asiáticos, el 0% eran isleños del Pacífico, el 0% eran de otras razas y el 0% pertenecían a dos o más razas. Del total de la población el 0% eran hispanos o latinos de cualquier raza.